# 圣言会会馆
36°04′02″N 120°18′56.6″E / 36.06722°N 120.315722°E

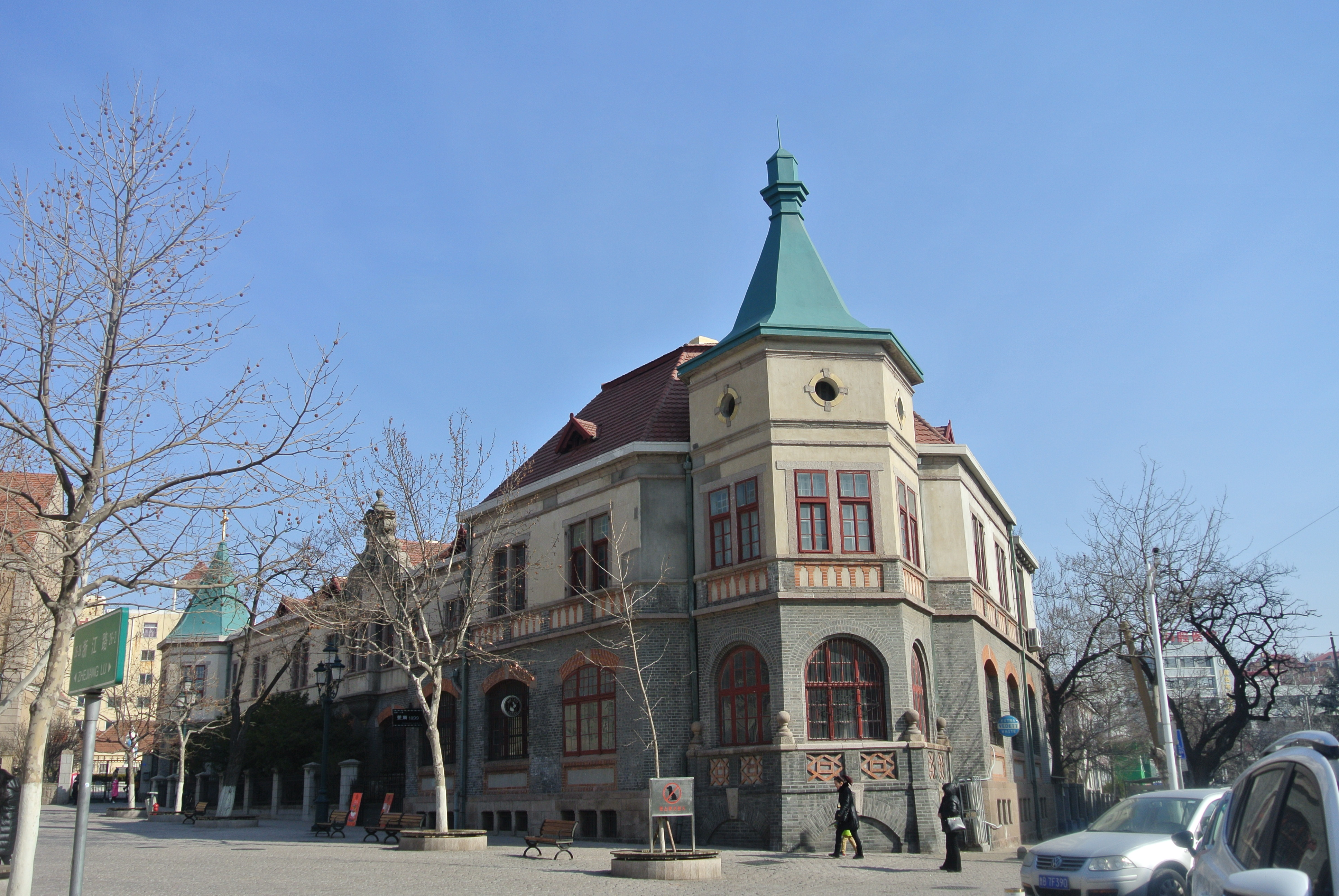
圣言会会馆旧址西南角，2015年

圣言会会馆旧址位于今中华人民共和国山东省青岛市市南区浙江路15号甲、曲阜路1号，最初为天主教圣言会在青岛的传教会所在地，建于1899-1902年，现为市南区一般不可移动文物。

## 历史

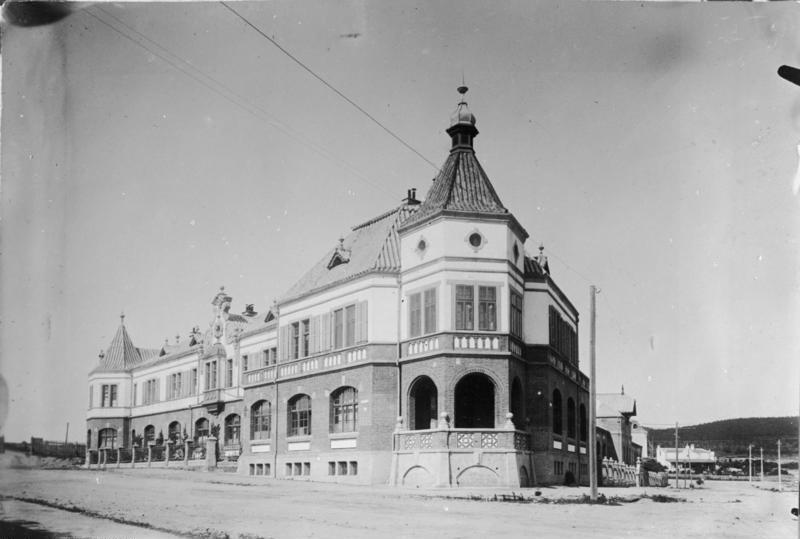
初建时的圣言会会馆

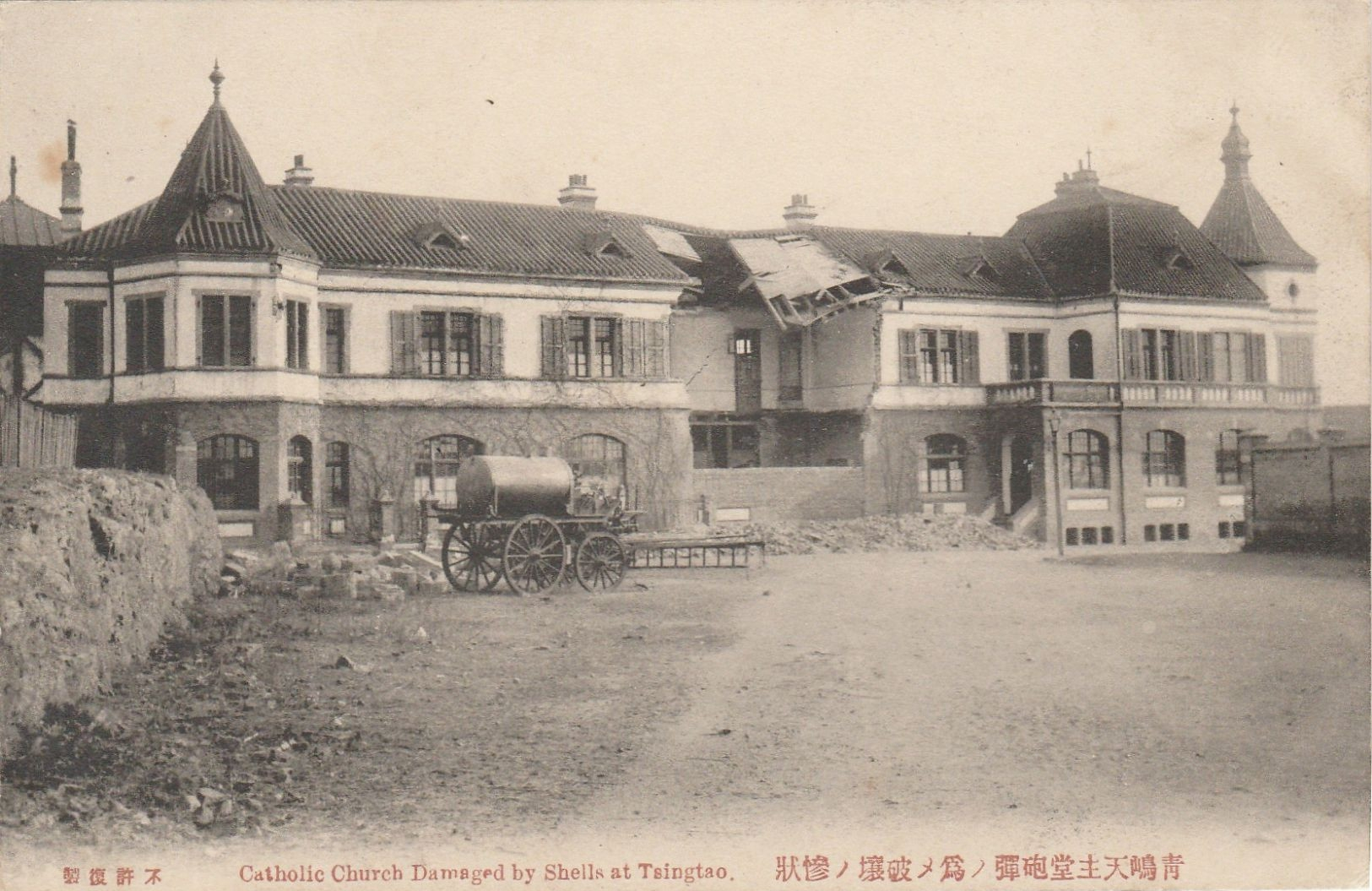
1914年圣言会会馆西翼中央山花处损毁状况

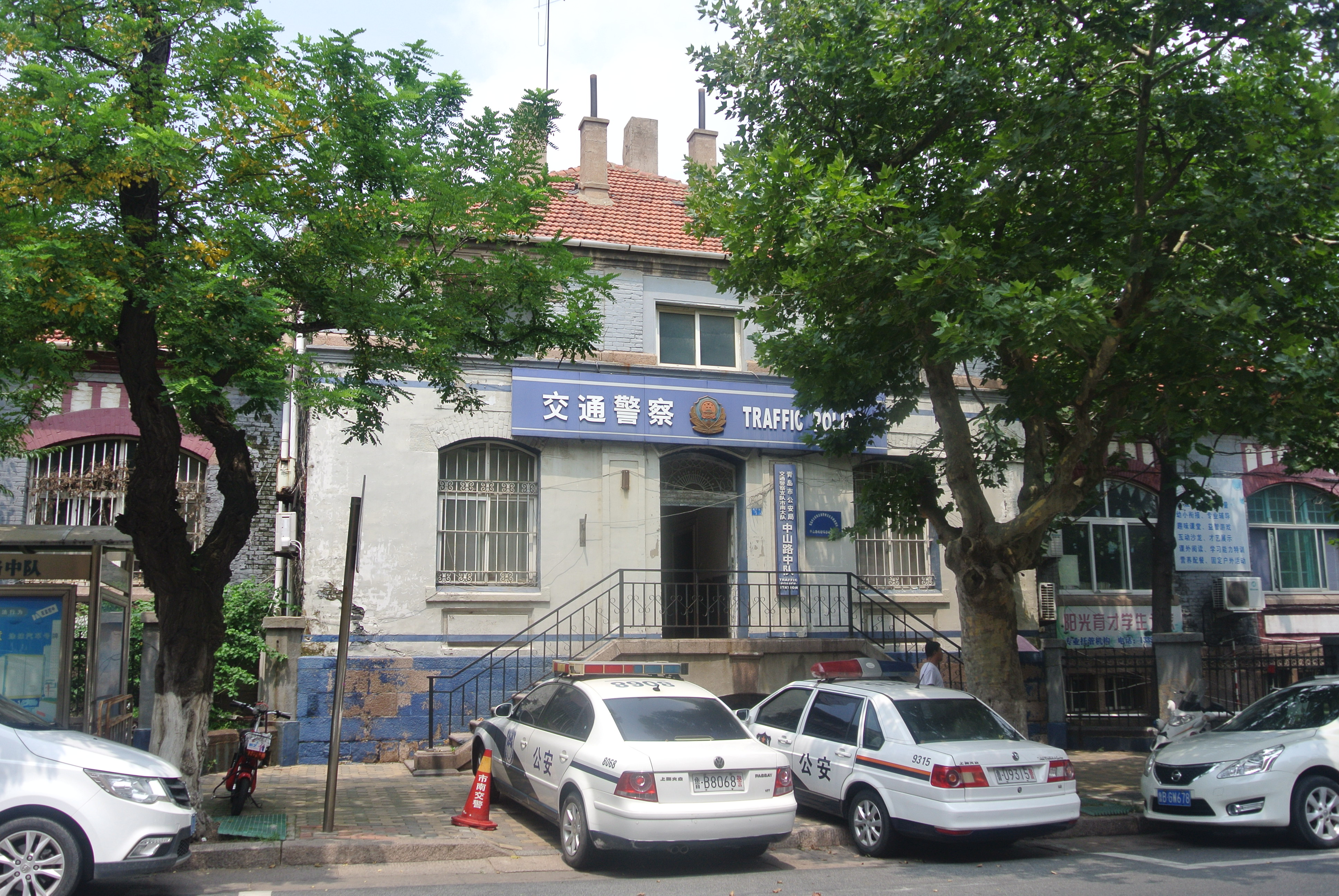
圣言会会馆小礼拜堂旧址正门，2017年

天主教圣言会（又译斯泰尔修会）自1882年起进入山东传教，并于1885年开辟鲁南代牧区。1897年德国占领青岛后，鲁南代牧区的主教衔宗座代牧安治泰于1898年秋派遣圣言会神父白明德赴青岛负责传教。白明德到达青岛之初，在青岛天后宫后侧用木板搭建一座平房作为临时天主教堂使用，此处临时教堂是青岛市区的第一处天主教活动场所。
1898年9月，胶澳总督府公布了第一版城市规划方案，并于10月开始了土地拍卖。起初，由于德国政府和德国海军方面对天主教会的不信任，总督府不肯依照圣言会希望的方式和价格提供他们看好的土地，城市规划方案也因为将天主教堂规划在离主城区较远、邻近铁路线的西北方而受到了天主教会的抨击。总督府的行为令安治泰大为恼火，他认为德军占领青岛的机会正是用两位圣言会教士的生命换来的。
最终在安治泰与白明德的争取下，圣言会在青岛市区购买了至少7处土地，其中一处约3万平方米的地块位于一个山坡的顶部，处于欧人商住区与大鲍岛华人区之间。1899年至1902年，圣言会在该地块上建设了圣言会会馆，为传教会机构所在地，设有办公室、传教士住宅、小礼拜堂和印刷厂，设计者为总督府建设局建筑师、天主教徒彼得·贝尔纳茨（Peter Bernatz）。会馆与西侧圣神修女院之间是为建设天主教堂预留的位置。会馆内的小礼拜堂自1902年启用，一直到1934年圣弥额尔主教座堂在空地上建成，这里一直是青岛市区天主教徒的礼拜堂。此外，白明德曾在会馆内开设一所男童学校。约1906年，圣言会又在东侧邻德县路处建设了一栋两层楼。
1914年8月，青岛战役爆发。在此期间，圣言会会馆曾临时作为青岛督署医院的战地病房使用。11月6日，圣言会会馆被日军炮弹击中。11月7日德军投降前的20分钟内，圣言会会馆一共中了九发炮弹，所有的窗玻璃都被震碎，门也被炸毁，传教士们躲在地下室里，无人伤亡。战后，会馆建筑按原貌修复。1923年3月，圣言会将原男童学校改为明德小学。1951年，明德小学被青岛市人民政府接管，后改名为青岛德县路小学。1950年代，外籍教士全部离境，青岛天主教会与圣言会脱离关系。原圣言会小礼拜堂改为德县路小学礼堂。文革期间天主教会宗教活动停止，圣言会会馆旧址挪作他用。
约1980年代，德县路小学拆除了建于1906年的两层楼和圣言会会馆旧址的另一小部分以建设教学楼。青岛市宗教事务局曾在该建筑内办公。2008年，建筑西翼经历整修，模仿原貌重建了两座塔楼的塔顶。2012年11月6日，圣言会会馆旧址列入市南区未核定为文物保护单位的不可移动文物（一般不可移动文物）名录。现西翼部分为天主教会所用，部分对外出租做为商铺。其东侧的小礼拜堂旧址经修缮后仍为德县路小学礼堂，小礼拜堂正门附近部分房间（曲阜路1号）曾长期为青岛市公安局交通警察支队市南大队中山路中队所使用，直至2021年3月27日交警中队迁出此处，东侧部分建筑为德县路小学所使用，部分为居民住宅。

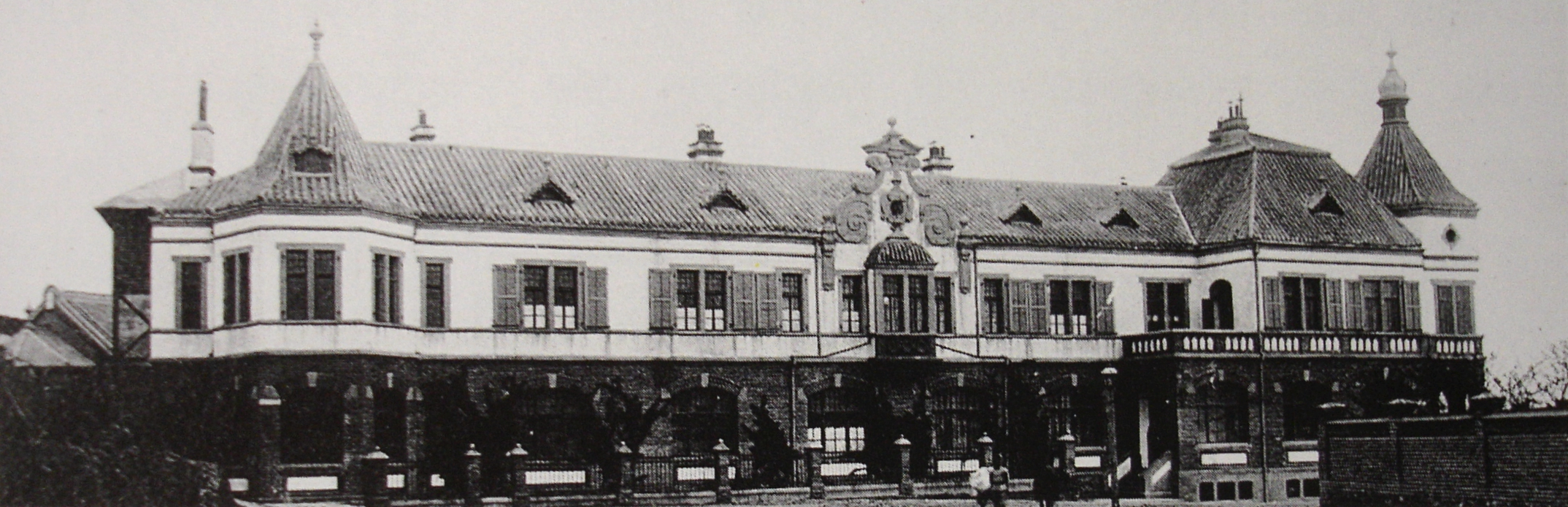
圣言会会馆西翼旧影

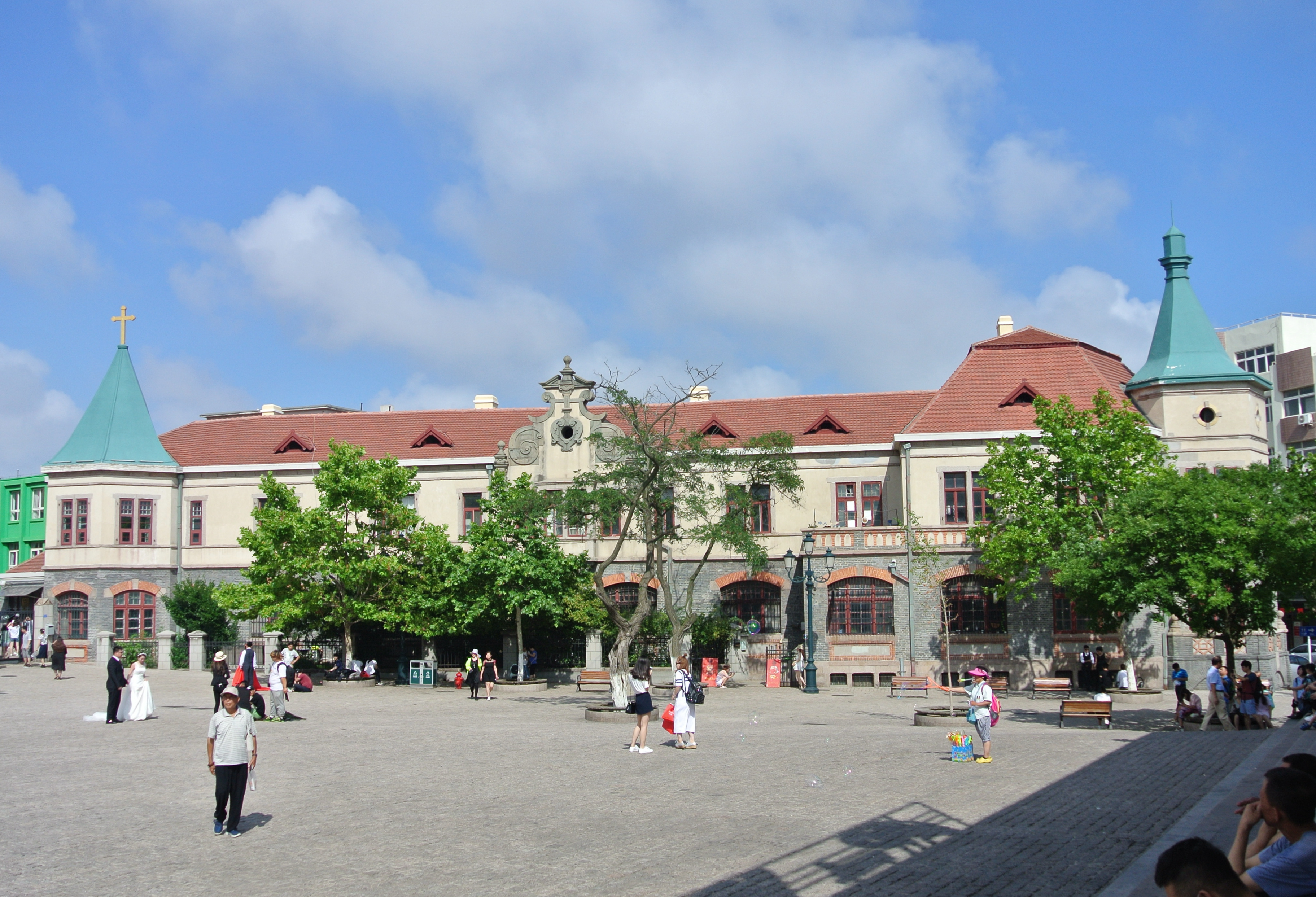
圣言会会馆旧址西翼现貌

## 建筑特色
圣言会会馆位于德占时期路易特波尔德街（Luitpoldstraße，今浙江路）、柏林街（Berliner Straße，今曲阜路）、阿尔贝特街（Albertstraße，今安徽路）与霍亨洛厄路（Hohenloheweg，今德县路）的合围地块。建筑西翼紧邻浙江路，南翼沿曲阜路展开，且两翼分别设有一入口。
朝向曲阜路的南翼高一层，外墙为中式灰砖墙，中央带有石阶的入口为会馆正门，其上方屋顶处开有垂花窗，现已不存。此门通往小礼拜堂，小礼拜堂可容纳300-400人。临浙江路的西翼上下两层，外立面装饰华丽繁复。一层外墙与其他部分同为中式灰砖，开拱券窗，而二层为白色粉墙，窗户为窄条窗，周边以花岗岩条石和红砖装饰。立面中央檐口处起石雕山花，雕有复杂的曲线装饰图案，曾于1914年被日军炮火损毁，后按原貌修复保存至今。北端和南端路口处各设一处六角尖顶塔楼。西翼二楼为白明德的住所及其他房间，西翼后侧的院内有一处小花园。
整座建筑具有文艺复兴风格，同时具有部分中式建筑元素，构成了当时青岛城市景观的一部分。

## 图集
- 修建中的圣言会会馆，1901年
- 圣言会与圣心修道院，1904年
- 圣言会与圣心修道院，右侧可见德县路旁新建的两层楼，1906年
- 1945年秋的德县路小学，摄自主教座堂的钟楼
- 2005年的圣言会旧址（2008年整修前状态）与主教座堂
- 2015年的圣言会旧址与主教座堂
- 南翼，中间高出部分为原圣言会小礼拜堂
- 西翼山花